# Gampsocera poeciloptera
Gampsocera poeciloptera är en tvåvingeart som beskrevs av Becker 1911. Gampsocera poeciloptera ingår i släktet Gampsocera och familjen fritflugor. Inga underarter finns listade i Catalogue of Life.